# Platon (indo-griechischer König)

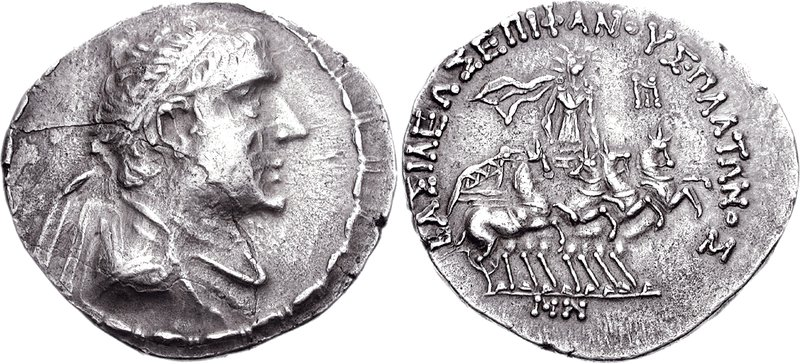
Tetradrachme des Platon, 138/137 v. Chr.

Platon Epiphanes war ein indo-griechischer König der im 2. Jahrhundert v. Chr. regierte. Er ist bisher nur von sehr wenigen Münzen bekannt.
Der Fundort dieser Münzen mag andeuten, dass er im Hindukusch als Vasallenkönig der griechisch-baktrischen Herrscher regierte. Die Prägungen ähneln denen von Eukratides I., so dass beide Herrscher vielleicht in etwa gleichzeitig regierten. Einer früheren Theorie zufolge wurde auf einer Münze eine Datierung nach der Seleukidischen Ära vermutet, was demnach eine Datierung auf das Jahr 166 v. Chr. bedeutet hätte. Jüngerer Forschung zufolge gehört sie jedoch zur neu entdeckten Yavana-Ära (wobei Yavana mit Ionier übersetzt wird) und wurde demzufolge im Jahr 138 oder 137 v. Chr. geprägt. Die sehr geringe Anzahl von gefundenen Münzen legt eine sehr kurze Herrschaftsdauer nahe.
Das auf der Münze angeführte Epitheton epiphanes, also „Erschienener“ oder „erschienener Gott“ und die Tatsache, dass Platon als einziger baktrischer König auf einer Münze Helios abbilden ließ, deutet darauf hin, dass er seinen Machtanspruch nicht durch Abstammung legitimierte. Daher wird vermutet, dass Platon einer der vielen Usurpatoren auf dem baktrischen Thron war. Dafür spricht auch, dass von ihm nur die für die Bezahlung von Soldaten verwendete Tetradrachme bekannt ist, kleinere Nominale wurden nicht gefunden. Daher hat Platon möglicherweise nicht für längere Zeit über eine der größeren Städte geherrscht, in denen das aus Kupferlegierungen bestehende Kleingeld geprägt wurde. Es fand sich keine Münze des Herrschers in Ai Khanoum. Durch die Verteilung und Art der gefundenen Münzen wird vermutet, dass das Herrschaftsgebiet Platons sich auf baktrische Gebiete nördlich des Hindukusch beschränkte.